# Elzunia pavonii
Elzunia pavonii är en fjärilsart som beskrevs av Doubleday, Hewitson och John Obadiah Westwood 1847. Elzunia pavonii ingår i släktet Elzunia och familjen praktfjärilar. Inga underarter finns listade i Catalogue of Life.